# フィアラルとガラール

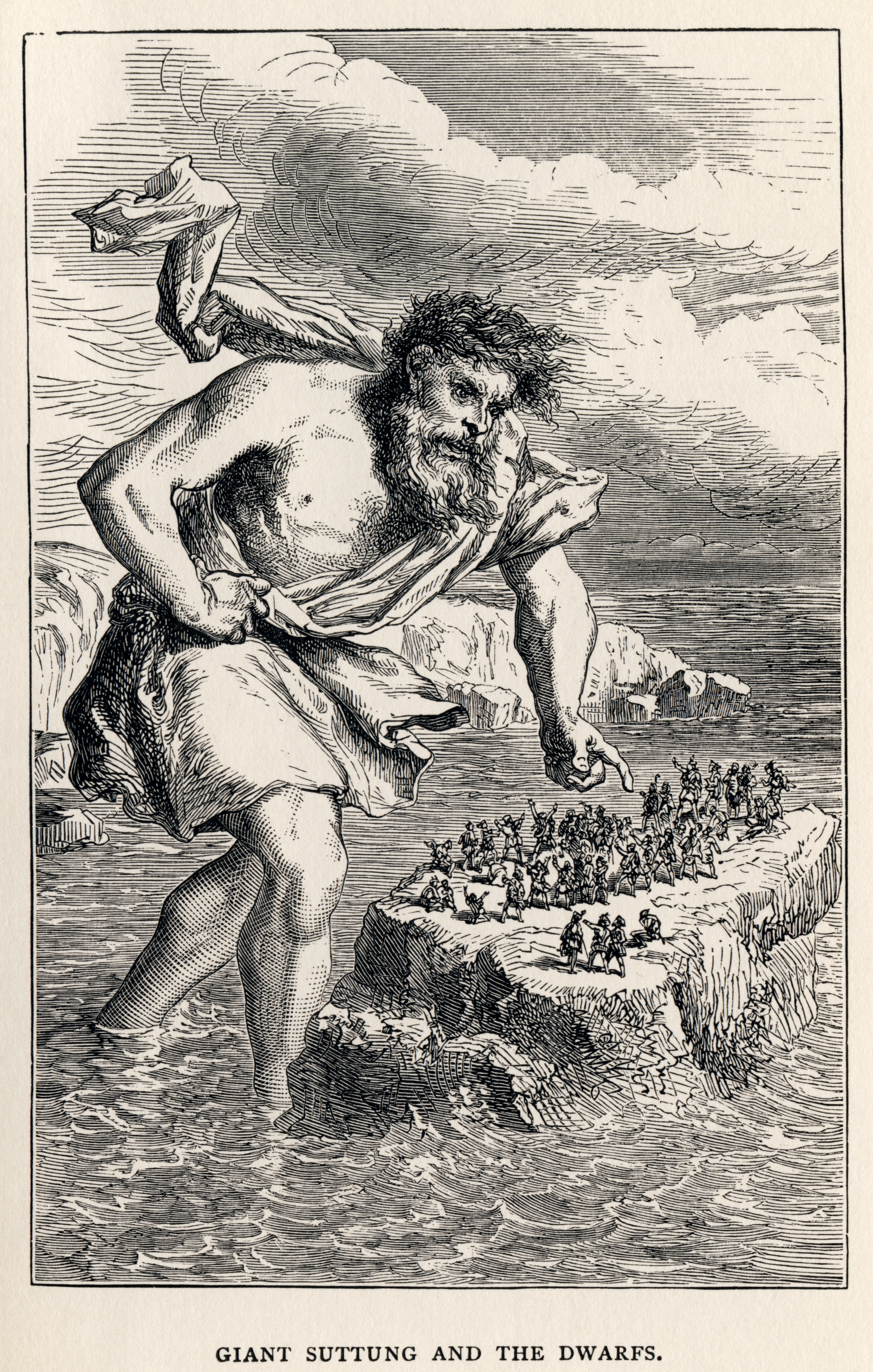
Louis Huardによって描かれた、スットゥングがドワーフ達を暗礁に閉じ込める場面。

北欧神話において、フィアラル（古ノルド語: Fjalar）と、彼の兄弟、ガラール（古ノルド語: Galar）は、クヴァシルを殺し、彼の血を詩人に霊感を与える詩の蜜酒に作り変えたドワーフであった。彼らは『スノッリのエッダ』第二部『詩語法』に登場する。
フィアラルとガラールは、ギリングという名前の霜の巨人を彼の妻ともども殺した。ギリング夫妻の息子、スットゥングが両親に起こった事態を知ると、このドワーフの兄弟を満潮時に海面下に沈む暗礁に置いて脅した。フィアラルとガラールは償いとして、魔法の蜜酒を彼に提供することにした。スットゥングは蜜酒を受け取って和解に応じた。

## 原典
- Snorri Sturluson, Edda, Anthony Faulkesによる訳と校訂 London: Everyman, 1995, ISBN 0-460-87616-3.